# Корсаковка (река)
Корсаковка — река на юге Сахалина, течёт по территории Корсаковского района Сахалинской области России. Впадет в бухту Лососей на севере залива Анива в черте города Корсаков.
Длина — 17 км. Площадь водосборного бассейна — 65,2 км².

## Данные водного реестра
По данным государственного водного реестра России относится к Амурскому бассейновому округу..
Код водного объекта — 20050000212118300006045.

## История
Изначально, согласно картам XIX — начала XX вв., река имела другое, более извилистое, глубокое и не проходимое вброд русло с устьем около Центральной сопки в северной части айнского селения Поро-ан-Томари (район нынешней средней школы № 1 г. Корсаков) и носила одноимённое название. Через несколько лет после объединения в 1908 году последнего с бывшим Корсаковским постом и образования посёлка Оодомари, были произведены работы по выпрямлению русла с переносом устья в центральный ковш порта для нужд открытого в 1914 году компанией «Одзи Пэйпер» первого на острове целлюлозно-бумажного завода (в советское время фабрика гофрированной тары). «Новая» река получила японское название Оодомари-гава (яп. 大泊川), которое носило до конца 1940-х, пока не была переименована в Корсаковку.